# Danh sách câu lạc bộ bóng đá ở Guiné-Bissau
Đây là danh sách các câu lạc bộ bóng đá ở Guiné-Bissau.
Về danh sách đầy đủ, xem Thể loại:Câu lạc bộ bóng đá Guiné-Bissau

## A
- Academica De Ingore
- Acaja Club
- ADR Desportivo de Mansabá
- Agril
- Aguias Guine No Lanta
- Ajuda United
- Atlético Clube de Bissorã

## B
- Babaque
- Black Panthers Cuebo
- Blofib

## C
- Caça em Quinhamel
- Catacumba
- F.C.Catacumba Sao Domingos
- Catioo
- Contum F.C
- Cupelaoo

## D
- Desportivo Quelele
- Desportivo de Biombo
- Djaraf

## E
- EN Bolama

## F
- Farim

## G
- Green Sunrise

## I
- Ingoru

## J
- Jagidiss Bedanda
- Jagudis de Biombo

## M
- Mavegro Futebol Clube

## O
- Oio Soccer Club
- OS Balantas

## P
- Prabis

## Q
- Quinara FC

## T
- Tite AFC
- Tombali SC

## U
- União Desportiva Internacional
- Utelon

## V
- F.C.Vitoria Cacheu